# Andrew Balfour
Pour les articles homonymes, voir Balfour (homonymie).
 Sir Andrew Balfour, né le 18 janvier 1630 et mort le 10 janvier 1694, est un botaniste, médecin et antiquaire écossais.

## Biographie
Il étudie la philosophie et l'arithmétique à l'université de St Andrews. Une fois diplômé, il se rend à Londres et devient en 1650 l'élève du médecin du roi John Wedderburn. Il part ensuite en France où il étudie à Paris et à l'université de Caen, où il rédige un mémoire intitulé De Venae Sectione in Dysenteria. Il rentre alors à Londres où il rencontre John Wilmot avec qui il voyage de la fin de 1661 jusqu’au fin de 1664 en France et en Italie.
En 1667, Balfour s'installe à Saint Andrews où il exerce la médecine. Il a déjà amassé à cette époque une importante collection de curiosités baptisée par ses contemporains "Museaum Balfourianum". En 1670, il vient exercer la médecine à Édimbourg où il rencontre Robert Sibbald. Ensemble, ils implantent un jardin botanique près du Palais de Holyrood, qui devient le Jardin botanique royal d'Édimbourg.